# Años 1780

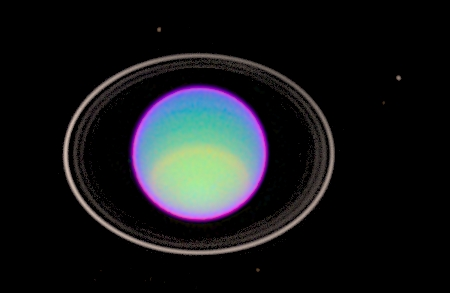
13 de marzo de 1781: se descubre Urano.

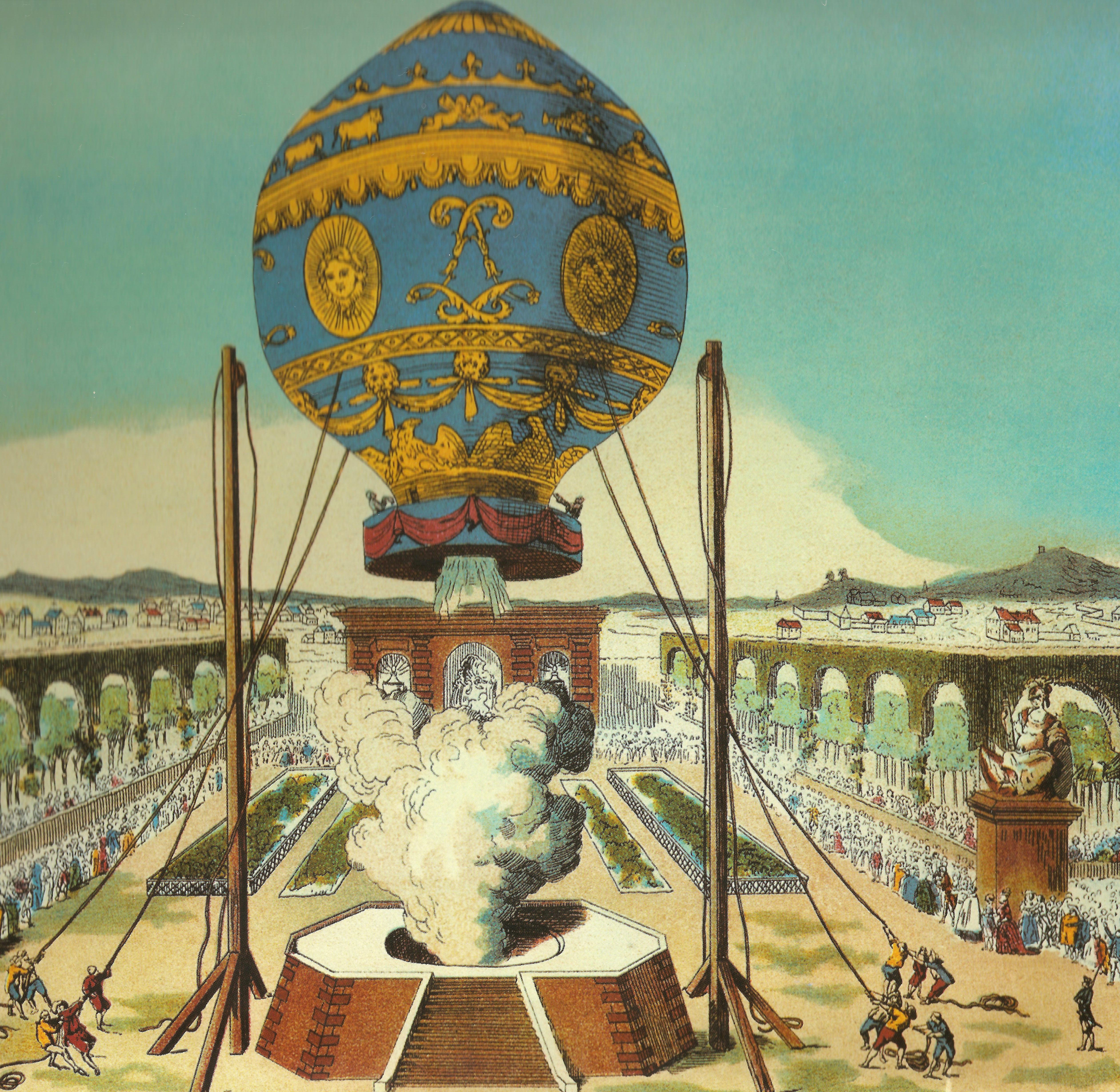
El primer globo aerostático tripulado, diseñado por los hermanos Montgolfier, despega del Bosque de Boulogne el 21 de noviembre de 1783.

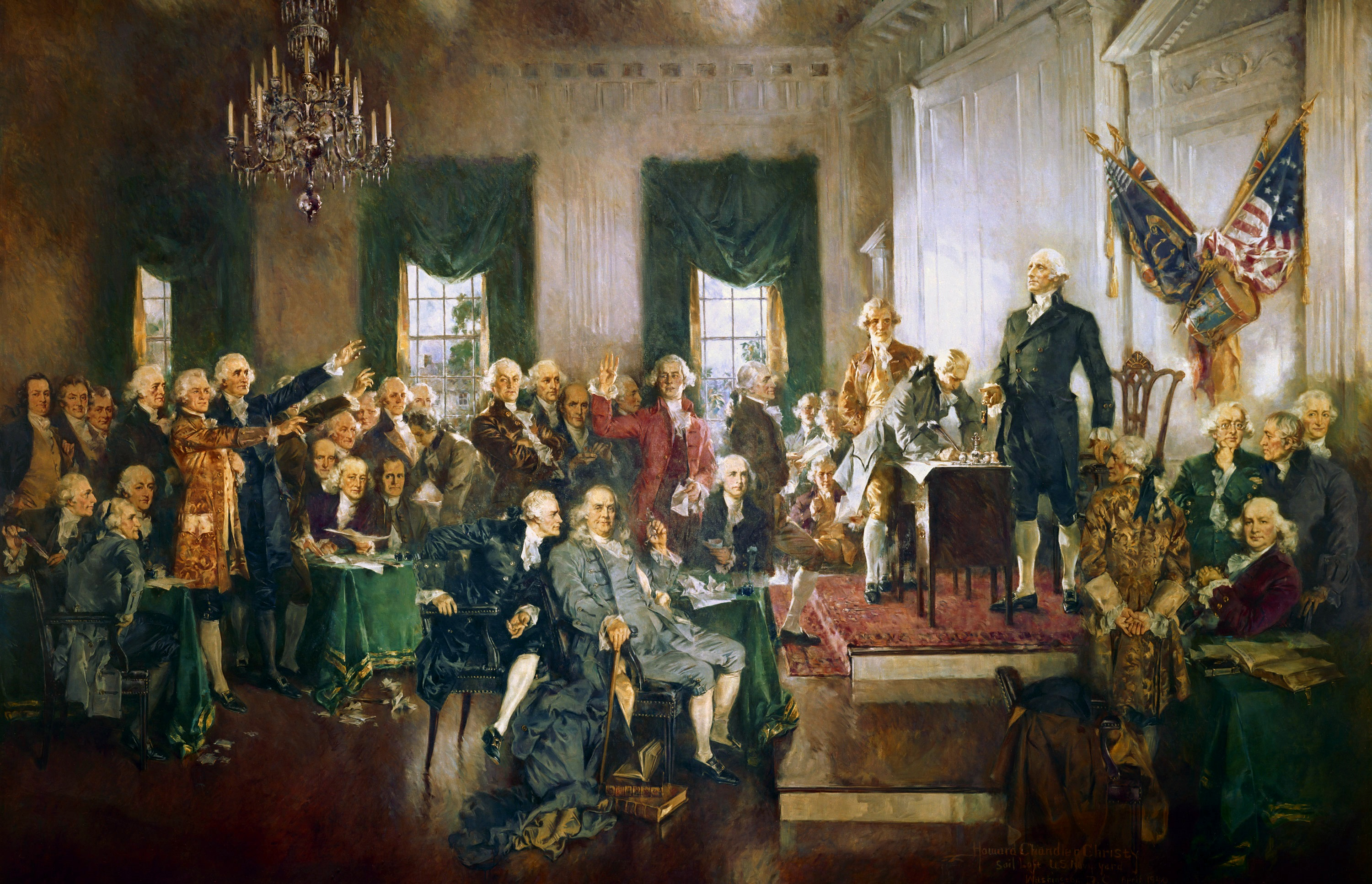
17 de septiembre de 1787: La Constitución de los Estados Unidos se firma en Filadelfia.

14 de julio de 1789: Inicio de la Revolución Francesa, caída de la Bastilla. Fin de la Edad Moderna e inicio de la Edad Contemporánea.

Los años 1780 fue una decenio que comenzó el 1 de enero de 1780 y finalizó el 31 de diciembre de 1789.

## Acontecimientos

### 1781
- Crítica de la razón pura de Inmanuel Kant.

### 1783
- Final de la Guerra de Independencia de los Estados Unidos;
- 24 de julio. Nacimiento de Simón Bolívar en Caracas, Venezuela

### 1784
- ¿Qué es la Ilustración? de Immanuel Kant

### 1785
- J. P. Blanchard: el paracaídas.

### 1786
- Las bodas de Fígaro de W. A. Mozart.
- Convención de Londres (1786)

### 1789
- 14 de julio: Asalto del pueblo de París de La Bastilla; Inicio de la Revolución criolla.
- Asamblea de Francia: Declaración de los Derechos del Hombre y del Ciudadano.
- George Washington, investido primer presidente de los Estados Unidos.